# Fortunato Vergara di Craco
Fortunato Vergara di Craco (Palermo, 11 mei 1833 – aldaar, 3 juli 1928), hertog van Craco, was een edelman op Sicilië in het koninkrijk der Beide Siciliën en het koninkrijk Italië. Hij was bankier en burgemeester van Palermo (1885-1885).

## Levensloop

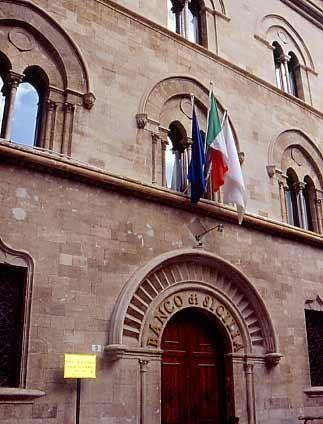
Palazzo di Xirinda, voormalige zetel van de Banco di Sicilia in Palermo.

Zijn familie stamde oorspronkelijk af van Spaanse adel in het koninkrijk Napels die emigreerde naar het koninkrijk Sicilië (14e eeuw). Vergara was de zesde hertog van Craco en de vierde markies van Comignano. Hij huwde in 1860 met Dame Marianna Attanasio e Reggio.
Vergara werkte zich op, reeds in de tijd van de Beide Siciliën, in de Banco di Sicilia. Hij werd uiteindelijk directeur-generaal.
Nadat hij met andere edelen zich had verzet tegen het regerende Huis Bourbon in de Beide Siciliën bleef Vergara politiek actief na de eenmaking van Italië. Zijn adellijke titels uit de tijd van het Huis Bourbon werden erkend in Italië bij koninklijk decreet van 23.5.1875. Hij was actief in de gemeenteraad van Palermo, evenwel vanuit de oppositie. Zo verzette hij zich met baron Nicolo Turrisi Colonna tegen de bouw van de stadsschouwburg omdat hij van mening was dat lokale aannemers in Palermo er niets aan verdienden.
In 1881 werd Vergara wethouder van openbare werken en in 1885 burgemeester van Palermo. Het burgemeesterschap was van korte duur: van juni tot november 1885. Dit had te maken met de chaotische situatie in de stad ten gevolge van de uitbraak van cholera. Hij organiseerde een genootschap van vrijwilligers om de sanitaire en economische crisis aan te pakken. Hiervoor werd hij nadien vereerd met de Gouden Medaille van Volksgezondheid en de Zilveren Medaille voor Burgerzin. 
In 1887-1889 maakte de Banco di Sicilia een liquiditeitscrisis door: te veel klanten hadden een rekening geopend en de bank had zwaar geïnvesteerd in projecten op het eiland. Terzelfdertijd hervormde de regering in Rome de bankenwetgeving onder druk van de Nationale Bank van Italië. Vergara bestudeerde de mogelijke gevolgen van de nieuwe wet. In 1889 onderzocht een regeringscommissaris de Banco di Napoli, waarmee de Banco di Sicilia banden had, omwille van geruchten van malversaties. Uiteindelijk werd er gesaneerd in de Banco di Sicilia. Vergata hielp mee connecties te maken met andere banken op het Italiaanse vasteland. Vergata was toen regeringscommissaris in de bank.
Tijdens de Eerste Wereldoorlog verleende koning Victor Emanuel III hem een bijkomende adellijke titel, deze van markies van Savocchetta (1918). Hij was tevens vereerd met het Grootofficierschap van de Orde van de Kroon.